# Dicentria fechima
Dicentria fechima är en fjärilsart som beskrevs av William Schaus 1928. Dicentria fechima ingår i släktet Dicentria och familjen tandspinnare. Inga underarter finns listade i Catalogue of Life.